# Marty Friedman (cestista)
Max H. Friedman, detto Marty (New York, 12 luglio 1889 – 1º gennaio 1986), è stato un cestista e allenatore di pallacanestro statunitense, membro del Naismith Memorial Basketball Hall of Fame dal 1972 in qualità di giocatore.

## Carriera
Fu uno tra i pionieri della pallacanestro degli anni dieci e venti del XX secolo, e tra i migliori giocatori dell'epoca. Con Barney Sedran (altro membro del Naismith Memorial Basketball Hall of Fame) formò la coppia dei cosiddetti Heavenly Twins (in italiano: Gemelli Celestiali), facendo la fortuna dei New York Whirlwinds (una delle squadre professionistiche più forti di sempre).
Ebreo americano, frequentò l'high school presso l'Hebrew Technical Institute, che tuttavia non disponeva di una squadra di pallacanestro. Iniziò a giocare al college, l'University Settlement House, dal 1906 al 1908; con la squadra vinse tre titoli dell'Amateur Athletic Union.
Friedman divenne una stella della pallacanestro degli albori, specializzandosi nei ruoli difensivi. Come di consueto per i giocatori dell'epoca, militò in numerosissime squadre, anche in più di una nello stesso periodo.